# Vene radiale

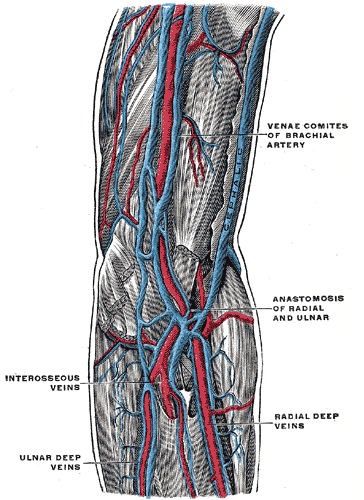
Venele profunde ale membrului superior. (Vene radiale profunde etichetate în partea dreaptă jos).

Venele radiale sunt vene pereche ce însoțesc artera radială prin spatele mâinii și al aspectului lateral al antebrațului. Se alătură venelor ulnare pentru a forma venele brahiale. 
Urmează același curs ca și artera radială.